# Société Disconto
La Société Disconto (Disconto-Gesellschaft) est l'une des plus grandes sociétés bancaires allemandes. Elle fut fondée en 1851 et fusionna avec la Deutsche Bank AG en 1929.

## Histoire
La Société Disconto est fondée selon les plans du banquier David Hansemann en tant que coopérative de 236 membres, qui apportent 541 600 thalers (= 1,6 million de marks) et commence ses activités le 15 octobre 1851. À l'origine, le montant maximal d'une action est de 10 000 thalers (= 30 000 marks). Cependant, ce montant maximum est porté à 60 000 thalers (= 180 000 marks) en 1855, de sorte que la Société Disconto est transformée en société en commandite par actions en 1856 en raison de la modification de la structure de l'actionnariat. À partir de 1859, la Société Disconto participe également à l'émission d'obligations du gouvernement prussien. Pendant des décennies après 1866, elle est la banque la plus puissante du consortium prussien, qui place les emprunts d'État prussiens et allemands sur le marché.
Adolph von Hansemann, fils de David Hansemann, reprend la direction après sa mort en 1864 et dirige la banque avec beaucoup de succès jusqu'à sa mort en 1903. La banque est impliquée dans les affaires avec les mers du Sud et devient l'un des moteurs de la transition vers une politique coloniale active, ce que le chancelier Otto von Bismarck avait précédemment rejeté. En 1879-1880, la banque réussit à persuader le gouvernement impérial d'introduire le projet de loi sur les Samoa (de) au Reichstag : il s'agit d'une garantie que le Reich devra prendre le relais pour la maison de commerce hambourgeoise de Johan Cesar VI Godeffroy (de), qui fit faillite après des affaires aux Samoa. Cependant, les libéraux voient cela comme un pas supplémentaire de Bismarck vers l'interventionnisme de l'État et laissent tomber le projet de loi. En septembre 1880, Hansemann exige que le Reich allemand acquière des colonies dans les mers du Sud, notamment aux Samoa et en Nouvelle-Guinée, où la Société Disconto a déjà des intérêts commerciaux. Hansemann fonde la Neuguinea-Kompanie, qui acquiert des parties de la Nouvelle-Guinée, de l'archipel Bismarck et des îles Salomon en 1886. Le Reich reprend les droits souverains sur ces zones jusqu'en 1899.
Jusqu'en 1895, la Société Disconto n'est active qu'à Berlin. En 1895, la Norddeutsche Bank (de) de Hambourg devient une filiale de la Société Disconto grâce aux négociations de Max von Schinckel (de), qui deviendra plus tard président du conseil de surveillance des deux instituts. Les actionnaires de Norddeutsche Bank reçoivent 40% des actions de la Société Disconto, dont le capital social est porté à 115 millions de marks à la suite de cette fusion. Dans les années qui suivent, la Société Disconto devient l'une des plus grandes banques allemandes en reprenant d'autres banques.
La Société Disconto acquiert :
- 1901 les affaires courantes de la banque M. A. Rothschild & Söhne (de) à Francfort-sur-le-Main
- 1904 la maison bancaire Schultze & Wolde à Brême
- 1911 la Bankhaus Bamberger & Co. à Mayence
- 1914 le A. Schaaffhausen'scher Bankverein à Cologne (officiellement indépendant jusqu'en 1929)
- 1915 la Rheinische Bank (de) à Mülheim
- 1916 la Königsberger Vereinsbank à Königsberg
- 1917 la Magdeburger Bankverein à Magdebourg et la Westfälisch-Lippische Vereinsbank AG à Bielefeld
- 1918 la Trierische Volksbank AG à Trèves
- 1919 la maison bancaire Stahl et Federer à Stuttgart
- 1919 la société bancaire Hermann Bartels à Hanovre
- 1919 la maison bancaire Kade & Co. à Sorau et Sagan
- 1920 la maison bancaire Prinz & Marck jun. à Wrocław
- 1921 la Schlesische Handelsbank AG à Breslau
- 1921 la banque Macaire & Compagnie de la famille Macaire (de) à Constance
- 1922 la maison de banque Ephrussi & Co. (de) à Vienne avec Alexander Weiner (de) comme patron à partir de 1924 ; Les fiançailles sont rompus en 1933[3].
- 1925 la Bank für Thüringen (de) à Meiningen
- 1928 la Deutsche Hansa-Bank AG à Munich

En 1929, Deutsche Bank, la Société Disconto, Rheinische Creditbank (de) et A. Schaaffhausen'sche Bankverein fusionnent pour former Deutsche Bank et Société Disconto (DeDi-Bank), qui à partir de 1937 s'appelle simplement Deutsche Bank.

## Personnalités
Les banquiers de la Société Disconto ont souvent joué un rôle important dans la politique et l'histoire économique allemandes, notamment :
- David Hansemann (propriétaire d'entreprise 1851–1864)
- Karl Mathy (propriétaire d'entreprise 1855–1857)
- Adolph von Hansemann (propriétaire d'entreprise 1857–1903)
- Adolph Salomonsohn (de) (propriétaire d'entreprise 1869–1888)
- Alexander Schoeller (de) (propriétaire d'entreprise 1884–1911)
- Arthur Salomonsohn (de) (propriétaire d'entreprise 1895–1929)
- Paul David Fischer (de), (président du conseil de surveillance 1902–1920)
- Georg Solmssen (de) (propriétaire d'entreprise 1911–1929)
- Hermann Fischer (de) (propriétaire d'entreprise 1914-1919)

## Source, notes et références
- (de) Cet article est partiellement ou en totalité issu de l’article de Wikipédia en allemand intitulé « Disconto-Gesellschaft » (voir la liste des auteurs).

1. ↑  (de) Carsten Burhop, Die Kreditbanken in der Gründerzeit, F. Steiner, 2004, 279 p. (ISBN 9783515084130, lire en ligne), p. 84
2. ↑  Yves Péhaut, Les plantations allemandes des Mers du Sud avant 1914, Centre de Recherche sur les Espaces Tropicaux de l'Université de Bordeaux III, 1990, 218 p. (ISBN 9782905081162, lire en ligne), p. 11
3. ↑  (de) Peter Melichar, « Wer war Alexander Weiner? », sur Wiener Zeitung, 2021 (consulté le 1er mars 2023)
4. ↑  (de) Kapitalismus versus Marktwirtschaft : oder warum der Kapitalismus keine Marktwirtschaft ist, 2016, 156 p. (ISBN 9783743185494, lire en ligne)